# Mariano Arista

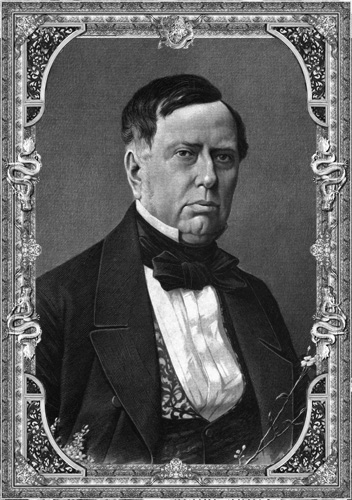
Mariano Arista

Mariano Arista Nuez (San Luis Potosí, 26 juli 1802 - Lissabon, 7 augustus 1855) was een Mexicaans militair en liberaal politicus. Van 1851 tot 1853 was hij president.
Tijdens de Mexicaanse Onafhankelijkheidsoorlog vocht hij aanvankelijk aan de zijde van de Spanjaarden, maar hij liep over naar het Leger van de Drie Garantiën. Hij maakte zich als militair verdienstelijk tijdens verschillende interne conflicten in Mexico en wist steeds hoger op te klimmen.
In 1835 en 1836 vocht hij tegen Texaanse rebellen. In het begin van de Amerikaans-Mexicaanse Oorlog was hij opperbevelhebber van het Mexicaanse Leger. Hij leidde de Mexicanen in de slagen bij Palo Alto en Resaca de la Palma. Hoewel hij beide veldslagen verloor, is er discussie over zijn militaire capaciteiten. Volgens sommigen was hij wel een goed strateeg, maar werd hij als liberaal voortdurend gedwarsboomd door de overwegend conservatieve generale staf en de regering. Na deze slagen nam Antonio López de Santa Anna het bevel van het leger over.
In 1851 werd Arista tot president gekozen. Dit was de eerste keer (!) in de Mexicaanse geschiedenis dat een nieuwe president op democratische en vredige wijze aan de macht kwam. Tijdens zijn presidentschap deed hij pogingen fiscale stabiliteit veilig te stellen. Conservatieven verzetten zich tegen zijn regering, en na een conservatieve opstand in 1853 werd hij gedwongen af te treden. Hij vluchtte naar Portugal waar hij twee jaar later overleed. In 1881 werd zijn stoffelijk overschot overgebracht naar Mexico en daar begraven. De liberalen zagen hem als nationale held.